# Intendente (metropolitana di Lisbona)
Intendente è una stazione della linea Verde della metropolitana di Lisbona.
La stazione è stata inaugurata nel 1966 come stazione della linea Blu, ma dal 1998 la stazione serve la linea Verde.